# Coelichneumon pseudowalleyi
Coelichneumon pseudowalleyi är en stekelart som beskrevs av Heinrich 1977. Coelichneumon pseudowalleyi ingår i släktet Coelichneumon och familjen brokparasitsteklar. Inga underarter finns listade i Catalogue of Life.